# Amable Gabriel de La Foulhouze
Pour les articles homonymes, voir La Foulhouze.
Amable Gabriel de La Foulhouze (21 juillet 1815 - 21 février 1887) était un peintre et  journaliste français originaire d'Auvergne.

## Enfance et formation

### Famille
Ses ancêtres
Ses aïeux étaient seigneurs, près de Courpière (Puy-de-Dôme) ; à la fin du XVIe siècle, un de ses membres se distinguera durant les guerres de Religion qui eurent lieu dans la région.
Amable Gabriel a un grand frère, Claude Benoît Louis, né le 25 octobre 1812 à Courpière, une petite sœur Pauline et un second frère, Auguste (vicaire de Saint-Sulpice, 1872).
Une scolarité exemplaire
Amable passe son enfance rue Saint-Éloy. Il suit ses études au lycée de Clermont, dont il sera lauréat ; il recevra également un prix d’honneur de rhétorique en 1832.

### Formation
Devedeux
La formation du peintre est assez obscure ; si l’on en croit Ambroise Tardieu, il aurait été élève de Louis Devedeux ; ensemble ils auraient peint les décors de l’ancien théâtre de Clermont en 1845, aujourd’hui disparu.
Delaroche et Couture
À partir des notices fournies aux différents Salons, on sait qu’il sera également élève de Hippolyte, dit Paul, Delaroche entre 1841 et 1842 et de Thomas Couture entre 1847 et 1853.
Dans une lettre datant de 1837, l’artiste raconte à son frère Louis ses débuts dans l’atelier de Delaroche et son émerveillement devant la capitale parisienne.

### Œuvre en Auvergne
De la Foulhouze est un chroniqueur invétéré, il a écrit de nombreux feuilletons et articles d’art dans L’Ami de la Patrie devenu Le Moniteur du Puy-de-Dôme. En 1858, il devient membre résidant de l’Académie de Clermont et rédige une notice sur Prosper Marilhat pour les annales de la dite Académie.
Il écrit des chansons comme La Sociale en 1848 ; en 1857, 1858 et 1859, Le petit pioupiou, retour de l’armée d’Italie qui connaitra un véritable succès ; elle sera dans un premier temps vulgarisée par Mme Delorme au casino de Clermont, puis sous le nom de Mlle Noble, elle la chantée successivement à Lyon, Marseille, Bordeaux, à Paris au café du Cheval Blanc, et puis à Saint-Pétersbourg. D’autres chansons, cette fois inédites, lui sont dues, ainsi La médaille de la Crimée, la complainte du fou par amour, la gloire, le temps des amours, Le fou qui vend la sagesse, la locomotive, la biche au bois, le trombone alsacien, mon cœur porte peine, mon cœur dit tout bas, la bourrée, les feuilles mortes (1872). Il écrit aussi des comédies, des poèmes…

## Installation définitive à Paris
Bien qu’habitant Montmartre à partir de 1867, au 39, rue de Douai, c’est dans sa région natale qu’il trouve une partie de son inspiration. C’est un pilier de l’Amicale des Auvergnats de Paris « la soupe aux choux ».

### Les Salons et le peintre
Il commence à exposer au Salon en 1845.
1845 : Le Parc.
1847 : Les loisirs du Sérail.
1857 :  Portrait de Paul De La Foulhouze.
1861 : La Sonate en la bémol.
1863 : Les Lavandières du Bourbonnais
1864 : Le Vendredi de la princesse de X….
1866 : Village troglodyte à Périer, un village près d'Issoire et Un coin au soleil. L’Indiscret.
1867 : La cocodette (Château de Compiègne).
1868 : Les Femmes du jour et Les Parisiennes.
1870 : Jeunes Anglaises jouant sur la plage de Boulogne et Sea-shore.
1874 : Un beau dimanche à Bellevue (Seine-et-Oise), Home ! Sweet Home !, Loin du Pays et La traîne et l’escalier.
1875 : Au frais et à l’ombre, La pêche à l’étang.
1876 : Sur trois marches de marbre rose.
1877 : La piquette d’Argenteuil.
1878 : Sur la plage, à Berck (Pas-de-Calais).
1879 : Un galérien à Baugival (Seine-et-Oise), Sur les dunes, à Berck (Pas-de-Calais).
1880 : La Solitude ou Jardin de l’antique Rome.
1881 : L’Amour et la nature.
1882 : Sur la côte d’Aval, à Villerville (Calvados).
1883 : Une vieille rue, à Saint-Saturnin (Puy-de-Dôme).
1884 : Relais de renfort de Saint-Donat (Cantal).
1886 : Les Nuits de Musset à (musée d'art Roger-Quilliot)